# Szaúd-arábiai labdarúgó-válogatott
A szaúd-arábiai labdarúgó-válogatott (arabul: منتخب السعودية لكرة القدم, magyaros átírásban: Míthab asz-Szaúdijja li-Kurat al-Kadam) – avagy becenevükön a zöld sólymok – Szaúd-Arábia nemzeti válogatottja, amelyet a Szaúd-arábiai labdarúgó-szövetség arabul: الاتحاد السعودي لكرة القد, magyaros átírásban: Ittihád asz-Szaúdijja li-Kurat al-Kadam) irányít. Ázsia egyik legsikeresebb labdarúgó-válogatottja eddig öt alkalommal jutott ki a labdarúgó-világbajnokságra, három alkalommal hódította el az Ázsia-kupát, és 1992-ben ezüstérmes lett a konföderációs kupán. A csapat legnagyobb sikerét az 1994-es labdarúgó-világbajnokságon aratta, ahol a nyolcaddöntőig menetelt.
Mohammed ad-Daía, a csapat egykori kiváló kapusa tartja a világcsúcsot a legtöbb válogatottság tekintetében.

## Története
A Szaúd-arábiai labdarúgó-válogatott ötlete először 1951-ben vetődött fel, amikor az el-Vahda és az el-Áhlí játékosai összeálltak egy barátságos mérkőzésre az egyiptomi egészségügyi minisztérium csapata ellen, Dzsiddában. Másnap az egyiptomiak ismét pályára léptek egy szaúdi csapat ellen, de ezúttal az el-Áttihád és az el-Hilál játékosai ellen. Az első hivatalos válogatott mérkőzésre 1957. január 18-án került sor Libanon ellen, Bejrútban, ami 1–1-es döntetlennel végződött.
A Szaúdi labdarúgó-szövetség 1956-ban megalakult, de a válogatott 1984-ig egyetlen tornán sem szerepelt. A Szingapúrban rendezett 1984-es Ázsia-kupát megnyerte Szaúd-Arábia válogatottja, majd ezt követően az 1988-as és az 1996-os Ázsia-kupán is az első helyen végeztek. 
1994-ben az argentin szakvezető Jorge Solari irányításával kijutottak történetük első világbajnokságára. A  Saeed Al-Owairan, Sami Al-Jaber, és Medzsid Abdullah fémjelezte csapat a csoportkörben Belgiumot és Marokkót legyőzve bejutott a nyolcaddöntőbe, ahol Svédországtól szenvedett 3–1-es vereséget. Ezt követően Szaúd-Arábia kijutott az 1998-as, a 2002-es és a 2006-os világbajnokságra is, de valamennyiszer a csoportkörben végzett. A 2002-es világbajnokságon szenvedték el történetük legnagyobb arányú vereségét, amikor Németországtól kaptak ki 8−0-ra, a tornát pedig rúgott gól nélkül és 12 kapott góllal zárták az utolsó helyen.
Tizenkét évvel később, 2018-ban szerepeltek ismét világbajnokságon. A rendező Oroszország ellen a nyitómérkőzésen 5−0-ás vereséget szenvedtek. Uruguay ellen egy Luis Suárez által szerzett góllal 1−0-ra kaptak ki. Egyiptomot az utolsó csoportmérkőzésen 2–1-re legyőzték.
A 2022-es világbajnokságon nagy meglepetésre 2–1-re legyőzték Argentínát. A második csoportmérkőzésen 2–0-ás vereséget szenvedtek Lengyelország ellen. Mexikó ellen 2–1-es vereséggel zárták a tornát.

## Nemzetközi eredmények
Ázsia-kupa
- Győztes: 3 alkalommal (1984, 1988, 1996)
- Ezüstérmes: 3 alkalommal (1992, 2000, 2007)

Konföderációs kupa
- Ezüstérmes: 1 alkalommal (1992)

Öböl-kupa
- Győztes: 3 alkalommal (1994, 2002, 2003)
- Ezüstérmes: 7 alkalommal (1972, 1974, 1998, 2009, 2010, 2014, 2019)
- Bronzérmes: 7 alkalommal (1970, 1979, 1984, 1986, 1988, 1992, 1996)

Arab nemzetek kupája
- Győztes: 2 alkalommal (1998, 2002)
- Ezüstérmes: 1 alkalommal (1992)
- Bronzérmes: 1 alkalommal (1985)

Afro-ázsiai nemzetek kupája
- Ezüstérmes: 2 alkalommal (1985, 1997)

### Világbajnoki szereplés
| Év       | Eredmény             | Hely                 | M                    | GY                   | D                    | V                    | RG                   | KG                   |
| -------- | -------------------- | -------------------- | -------------------- | -------------------- | -------------------- | -------------------- | -------------------- | -------------------- |
| 1930     | Nem tagja a FIFA-nak | Nem tagja a FIFA-nak | Nem tagja a FIFA-nak | Nem tagja a FIFA-nak | Nem tagja a FIFA-nak | Nem tagja a FIFA-nak | Nem tagja a FIFA-nak | Nem tagja a FIFA-nak |
| 1934     | Nem tagja a FIFA-nak | Nem tagja a FIFA-nak | Nem tagja a FIFA-nak | Nem tagja a FIFA-nak | Nem tagja a FIFA-nak | Nem tagja a FIFA-nak | Nem tagja a FIFA-nak | Nem tagja a FIFA-nak |
| 1938     | Nem tagja a FIFA-nak | Nem tagja a FIFA-nak | Nem tagja a FIFA-nak | Nem tagja a FIFA-nak | Nem tagja a FIFA-nak | Nem tagja a FIFA-nak | Nem tagja a FIFA-nak | Nem tagja a FIFA-nak |
| 1950     | Nem tagja a FIFA-nak | Nem tagja a FIFA-nak | Nem tagja a FIFA-nak | Nem tagja a FIFA-nak | Nem tagja a FIFA-nak | Nem tagja a FIFA-nak | Nem tagja a FIFA-nak | Nem tagja a FIFA-nak |
| 1954     | Nem tagja a FIFA-nak | Nem tagja a FIFA-nak | Nem tagja a FIFA-nak | Nem tagja a FIFA-nak | Nem tagja a FIFA-nak | Nem tagja a FIFA-nak | Nem tagja a FIFA-nak | Nem tagja a FIFA-nak |
| 1958     | Nem indult           | Nem indult           | Nem indult           | Nem indult           | Nem indult           | Nem indult           | Nem indult           | Nem indult           |
| 1962     | Nem indult           | Nem indult           | Nem indult           | Nem indult           | Nem indult           | Nem indult           | Nem indult           | Nem indult           |
| 1966     | Nem indult           | Nem indult           | Nem indult           | Nem indult           | Nem indult           | Nem indult           | Nem indult           | Nem indult           |
| 1970     | Nem indult           | Nem indult           | Nem indult           | Nem indult           | Nem indult           | Nem indult           | Nem indult           | Nem indult           |
| 1974     | Nem indult           | Nem indult           | Nem indult           | Nem indult           | Nem indult           | Nem indult           | Nem indult           | Nem indult           |
| 1978     | Nem jutott be        | Nem jutott be        | Nem jutott be        | Nem jutott be        | Nem jutott be        | Nem jutott be        | Nem jutott be        | Nem jutott be        |
| 1982     | Nem jutott be        | Nem jutott be        | Nem jutott be        | Nem jutott be        | Nem jutott be        | Nem jutott be        | Nem jutott be        | Nem jutott be        |
| 1986     | Nem jutott be        | Nem jutott be        | Nem jutott be        | Nem jutott be        | Nem jutott be        | Nem jutott be        | Nem jutott be        | Nem jutott be        |
| 1990     | Nem jutott be        | Nem jutott be        | Nem jutott be        | Nem jutott be        | Nem jutott be        | Nem jutott be        | Nem jutott be        | Nem jutott be        |
| 1994     | Nyolcaddöntő         | 12.                  | 4                    | 2                    | 0                    | 2                    | 5                    | 6                    |
| 1998     | Csoportkör           | 28.                  | 3                    | 0                    | 1                    | 2                    | 2                    | 7                    |
| 2002     | Csoportkör           | 32.                  | 3                    | 0                    | 0                    | 3                    | 0                    | 12                   |
| 2006     | Csoportkör           | 28.                  | 3                    | 0                    | 1                    | 2                    | 2                    | 7                    |
| 2010     | Nem jutott be        | Nem jutott be        | Nem jutott be        | Nem jutott be        | Nem jutott be        | Nem jutott be        | Nem jutott be        | Nem jutott be        |
| 2014     | Nem jutott be        | Nem jutott be        | Nem jutott be        | Nem jutott be        | Nem jutott be        | Nem jutott be        | Nem jutott be        | Nem jutott be        |
| 2018     | Csoportkör           | 26.                  | 3                    | 1                    | 0                    | 2                    | 2                    | 7                    |
| 2022     | Csoportkör           | 25.                  | 3                    | 1                    | 0                    | 2                    | 3                    | 5                    |
| Összesen | Nyolcaddöntő         | 6/22                 | 19                   | 4                    | 2                    | 13                   | 14                   | 44                   |

| Év       | Eredmény             | Helyezés             | M                    | Gy                   | D                    | V                    | RG                   | KG                   |
| -------- | -------------------- | -------------------- | -------------------- | -------------------- | -------------------- | -------------------- | -------------------- | -------------------- |
| 1956     | Nem tagja az AFC-nek | Nem tagja az AFC-nek | Nem tagja az AFC-nek | Nem tagja az AFC-nek | Nem tagja az AFC-nek | Nem tagja az AFC-nek | Nem tagja az AFC-nek | Nem tagja az AFC-nek |
| 1960     | Nem tagja az AFC-nek | Nem tagja az AFC-nek | Nem tagja az AFC-nek | Nem tagja az AFC-nek | Nem tagja az AFC-nek | Nem tagja az AFC-nek | Nem tagja az AFC-nek | Nem tagja az AFC-nek |
| 1964     | Nem tagja az AFC-nek | Nem tagja az AFC-nek | Nem tagja az AFC-nek | Nem tagja az AFC-nek | Nem tagja az AFC-nek | Nem tagja az AFC-nek | Nem tagja az AFC-nek | Nem tagja az AFC-nek |
| 1968     | Nem tagja az AFC-nek | Nem tagja az AFC-nek | Nem tagja az AFC-nek | Nem tagja az AFC-nek | Nem tagja az AFC-nek | Nem tagja az AFC-nek | Nem tagja az AFC-nek | Nem tagja az AFC-nek |
| 1972     | Nem tagja az AFC-nek | Nem tagja az AFC-nek | Nem tagja az AFC-nek | Nem tagja az AFC-nek | Nem tagja az AFC-nek | Nem tagja az AFC-nek | Nem tagja az AFC-nek | Nem tagja az AFC-nek |
| 1976     | Visszalépett         | Visszalépett         | Visszalépett         | Visszalépett         | Visszalépett         | Visszalépett         | Visszalépett         | Visszalépett         |
| 1980     | Visszalépett         | Visszalépett         | Visszalépett         | Visszalépett         | Visszalépett         | Visszalépett         | Visszalépett         | Visszalépett         |
| 1984     | Aranyérmes           | 1.                   | 6                    | 3                    | 3                    | 0                    | 7                    | 3                    |
| 1988     | Aranyérmes           | 1.                   | 6                    | 3                    | 3                    | 0                    | 5                    | 1                    |
| 1992     | Ezüstérmes           | 2.                   | 5                    | 2                    | 2                    | 1                    | 8                    | 3                    |
| 1996     | Aranyérmes           | 1.                   | 6                    | 3                    | 2                    | 1                    | 11                   | 6                    |
| 2000     | Ezüstérmes           | 2.                   | 6                    | 3                    | 1                    | 2                    | 11                   | 8                    |
| 2004     | Csoportkör           | 13.                  | 3                    | 0                    | 1                    | 2                    | 3                    | 5                    |
| 2007     | Ezüstérmes           | 2.                   | 6                    | 4                    | 1                    | 1                    | 12                   | 6                    |
| 2011     | Csoportkör           | 15.                  | 3                    | 0                    | 0                    | 3                    | 1                    | 8                    |
| 2015     | Csoportkör           | 10.                  | 3                    | 1                    | 0                    | 2                    | 5                    | 5                    |
| 2019     | Nyolcaddöntő         | 12.                  | 4                    | 2                    | 0                    | 2                    | 6                    | 3                    |
| 2023     | Bejutott             | Bejutott             | Bejutott             | Bejutott             | Bejutott             | Bejutott             | Bejutott             | Bejutott             |
| Összesen | 3 aranyérem          | 11/18                | 48                   | 21                   | 13                   | 14                   | 69                   | 48                   |

| Év       | Eredmény      | Hely          | M             | Gy            | D             | V             | Rg            | Kg            |
| 1992     | Ezüstérmes    | 2.            | 2             | 1             | 0             | 1             | 4             | 3             |
| 1995     | Csoportkör    | 5.            | 2             | 0             | 0             | 2             | 0             | 4             |
| 1997     | Csoportkör    | 7.            | 3             | 1             | 0             | 2             | 1             | 8             |
| 1999     | 4. hely       | 4.            | 5             | 1             | 1             | 3             | 8             | 16            |
| 2001     | Nem jutott be | Nem jutott be | Nem jutott be | Nem jutott be | Nem jutott be | Nem jutott be | Nem jutott be | Nem jutott be |
| 2003     | Nem jutott be | Nem jutott be | Nem jutott be | Nem jutott be | Nem jutott be | Nem jutott be | Nem jutott be | Nem jutott be |
| 2005     | Nem jutott be | Nem jutott be | Nem jutott be | Nem jutott be | Nem jutott be | Nem jutott be | Nem jutott be | Nem jutott be |
| 2009     | Nem jutott be | Nem jutott be | Nem jutott be | Nem jutott be | Nem jutott be | Nem jutott be | Nem jutott be | Nem jutott be |
| 2013     | Nem jutott be | Nem jutott be | Nem jutott be | Nem jutott be | Nem jutott be | Nem jutott be | Nem jutott be | Nem jutott be |
| 2017     | Nem jutott be | Nem jutott be | Nem jutott be | Nem jutott be | Nem jutott be | Nem jutott be | Nem jutott be | Nem jutott be |
| Összesen | Döntős        | 4/11          | 12            | 3             | 1             | 8             | 13            | 31            |

## Mezek a válogatott története során
A Szaúd-arábiai labdarúgó-válogatott hagyományos szerelése fehér mez, fehér nadrág és fehér sportszár. A váltómez leggyakrabban egyszínű sötétzöld.

### Első számú
| 1985 | 1994    | 1995–97 | 1998 | 2002 | 2006 | 2010 | 2011–12 | 2012–14 | 2014–16 | 2016–18 |
| 2018 | 2020–22 | 2022    |      |      |      |      |         |         |         |         |

### Váltómez
| 1995–1997 | ЧМ-1998 | 2002 | 2006 | 2010 | 2011–12 | 2012–14 | 2014–16 | 2016–18 | 2018 | 2020–22 |
| 2022      |         |      |      |      |         |         |         |         |      |         |

## Játékosok

### Jelenlegi keret
2022. november 11-én jelentették be a 26 fős keretet, azóta Fahad Al-Muwallad helyét Naváf al-Abid vette át.

2022. november 16-án a  Horvátország elleni mérkőzés után lett frissítve.
| 1  | K  | Mohammed al-Rubjaj  | 1997. augusztus 14. (25 évesen)  | 7  | 0  | el-Áhlí    |  |  |
| 21 | K  | Mohammed al-Ovajsz  | 1991. október 10. (31 évesen)    | 42 | 0  | el-Hilál   |  |  |
| 22 | K  | Naváf al-Akídí      | 2000. május 10. (22 évesen)      | 0  | 0  | en-Naszr   |  |  |
|    |    |                     |                                  |    |    |            |  |  |
| 2  | V  | Szultán al-Ganám    | 1994. május 6. (28 évesen)       | 24 | 0  | en-Naszr   |  |  |
| 3  | V  | Abdulláh Mádú       | 1993. július 15. (29 évesen)     | 15 | 0  | en-Naszr   |  |  |
| 4  | V  | Abduleláh al-Amrí   | 1997. január 15. (25 évesen)     | 20 | 1  | en-Naszr   |  |  |
| 5  | V  | Alí al-Bulajhí      | 1989. november 21. (32 évesen)   | 37 | 0  | el-Hilál   |  |  |
| 6  | V  | Mohammed al-Brejk   | 1992. szeptember 15. (30 évesen) | 40 | 1  | el-Hilál   |  |  |
| 12 | V  | Szaúd Abdulhamíd    | 1999. július 18. (23 évesen)     | 23 | 1  | el-Hilál   |  |  |
| 13 | V  | Jászer al-Sahrání   | 1992. május 25. (30 évesen)      | 72 | 2  | el-Hilál   |  |  |
| 17 | V  | Haszán al-Tambaktí  | 1999. február 9. (23 évesen)     | 19 | 0  | es-Sabáb   |  |  |
|    |    |                     |                                  |    |    |            |  |  |
| 7  | KP | Szalmán al-Farádzs  | 1989. augusztus 1. (33 évesen)   | 70 | 8  | el-Hilál   |  |  |
| 8  | KP | Abdulelláh al-Málkí | 1994. október 11. (28 évesen)    | 27 | 0  | el-Hilál   |  |  |
| 10 | KP | Szálem al-Davszarí  | 1991. augusztus 19. (31 évesen)  | 71 | 17 | el-Hilál   |  |  |
| 14 | KP | Abdulláh Otájf      | 1992. augusztus 3. (30 évesen)   | 45 | 1  | el-Hilál   |  |  |
| 15 | KP | Alí al-Haszan       | 1997. március 4. (25 évesen)     | 13 | 1  | en-Naszr   |  |  |
| 16 | KP | Számí al-Nadzsej    | 1997. február 7. (25 évesen)     | 17 | 2  | en-Naszr   |  |  |
| 18 | KP | Naváf al-Abid       | 1990. január 26. (32 évesen)     | 55 | 8  | es-Sabáb   |  |  |
| 19 | KP | Hatán Báhbrí        | 1992. július 16. (30 évesen)     | 41 | 4  | es-Sabáb   |  |  |
| 20 | KP | Abdulrahmán al-Abúd | 1995. június 1. (27 évesen)      | 3  | 0  | el-Áttihád |  |  |
| 23 | KP | Mohamed Kanú        | 1994. szeptember 22. (28 évesen) | 38 | 1  | el-Hilál   |  |  |
| 24 | KP | Naszer al-Davszarí  | 1998. december 19. (23 évesen)   | 10 | 0  | el-Hilál   |  |  |
| 26 | KP | Rijád Saráhílí      | 1993. április 28. (29 évesen)    | 5  | 0  | Abhá       |  |  |
|    |    |                     |                                  |    |    |            |  |  |
| 9  | CS | Firász al-Burajkán  | 2000. május 14. (22 évesen)      | 27 | 6  | el-Fateh   |  |  |
| 11 | CS | Száleh al-Sehrí     | 1993. november 1. (29 évesen)    | 20 | 10 | el-Hilál   |  |  |
| 25 | CS | Hajszam Aszírí      | 2001. március 25. (21 évesen)    | 8  | 1  | el-Áhlí    |  |  |

### Válogatottsági rekordok
| #  | Játékos             | Mérkőzés | Gólok | Időszak   |
| -- | ------------------- | -------- | ----- | --------- |
| 1  | Mohammed ad-Daía    | 178      | 0     | 1993–2006 |
| 2  | Mohammed el-Hilajvi | 163      | 3     | 1990–2001 |
| 3  | Sami Al-Jaber       | 156      | 46    | 1992–2006 |
| 4  | Abdullah Zubromawi  | 142      | 3     | 1993–2002 |
| 5  | Osama Hawsawi       | 138      | 7     | 2006–2018 |
| 5  | Huszejn Szulajmani  | 138      | 5     | 1996–2018 |
| 7  | Taisir Al-Jassim    | 134      | 19    | 2004–2018 |
| 8  | Saud Khariri        | 133      | 7     | 2001–2015 |
| 9  | Mohamed al-Dzsavád  | 121      | 7     | 1981–1994 |
| 10 | Mohammad al-Salhúb  | 118      | 19    | 2000–2018 |

| #  | Játékos             | Gólok | Mérkőzés | Arány | Időszak   |
| -- | ------------------- | ----- | -------- | ----- | --------- |
| 1  | Medzsid Abdullah    | 72    | 116      | 0.61  | 1978–1994 |
| 2  | Sami Al-Jaber       | 46    | 156      | 0.29  | 1992–2006 |
| 3  | Jászer al-Kahtání   | 42    | 108      | 0.39  | 2002–2013 |
| 4  | Obejd al-Doszarí    | 41    | 94       | 0.44  | 1994–2002 |
| 5  | Talal Al-Meshal     | 32    | 60       | 0.53  | 1998–2006 |
| 6  | Mohammad Al-Sahlawi | 28    | 42       | 0.67  | 2010–2018 |
| 6  | Khalid Al-Muwallid  | 28    | 114      | 0.25  | 1988–1998 |
| 8  | Hamzah Idrísz       | 26    | 66       | 0.39  | 1992–2000 |
| 8  | Fahad al-Mehállel   | 26    | 87       | 0.3   | 1992–1999 |
| 10 | Saeed Al-Owairan    | 24    | 75       | 0.32  | 1992–1998 |
| 10 | Ibrahim al-Sahraní  | 24    | 86       | 0.28  | 1997–2005 |